# Groblje
 (avril 2021).
La mise en forme du texte ne suit pas les recommandations de Wikipédia : il faut le « wikifier ».
Les points d'amélioration suivants sont les cas les plus fréquents :
- Les titres sont pré-formatés par le logiciel. Ils ne sont ni en capitales, ni en gras.
- Le texte ne doit pas être écrit en capitales (les noms de famille non plus), ni en gras, ni en italique, ni en « petit »…
- Le gras n'est utilisé que pour surligner le titre de l'article dans l'introduction, une seule fois.
- L'italique est rarement utilisé : mots en langue étrangère, titres d'œuvres, noms de bateaux, etc.
- Les citations ne sont pas en italique mais en corps de texte normal. Elles sont entourées par des guillemets français : « et ».
- Les listes à puces sont à éviter, des paragraphes rédigés étant largement préférés. Les tableaux sont à réserver à la présentation de données structurées (résultats, etc.).
- Les appels de note de bas de page (petits chiffres en exposant, introduits par l'outil «  Source ») sont à placer entre la fin de phrase et le point final[comme ça].
- Les liens internes (vers d'autres articles de Wikipédia) sont à choisir avec parcimonie. Créez des liens vers des articles approfondissant le sujet. Les termes génériques sans rapport avec le sujet sont à éviter, ainsi que les répétitions de liens vers un même terme.
- Les liens externes sont à placer uniquement dans une section « Liens externes », à la fin de l'article. Ces liens sont à choisir avec parcimonie suivant les règles définies. Si un lien sert de source à l'article, son insertion dans le texte est à faire par les notes de bas de page.
- La présentation des références doit suivre les conventions bibliographiques. Il est recommandé d'utiliser les modèles {{Ouvrage}}, {{Chapitre}}, {{Article}}, {{Lien web}} et/ou {{Bibliographie}}. Le mode d'édition visuel peut mettre en forme automatiquement les références.
- Insérer une infobox (cadre d'informations à droite) n'est pas obligatoire pour parachever la mise en page.

Pour une aide détaillée, merci de consulter Aide:Wikification.
Si vous pensez que ces points ont été résolus, vous pouvez retirer ce bandeau et améliorer la mise en forme d'un autre article.
Groblje est un hameau de Rodica dans la municipalité de Domžale, à l’ouest de la ligne ferroviaire Kamnik - Ljubljana. Il est situé dans la région traditionnelle de la Haute-Carniole.

## Étymologie
Groblje est mentionnée pour la première fois en 1435. Groblje est un nom slovène dérivé du mot "groblje" (en allemand Groblach). Il y avait de nombreuses pierres disponibles à cette époque, qui s'appelle "groblje" en slovène. Ce tas de pierres s'est formé lorsque le barrage du lac derrière la moraine frontale du glacier Nevelj près de Kamnik a rompu et que l'inondation a amené de grandes quantités de pierres.

## Géographie
Le hameau est le siège de l’intercommunauté locale Jarše-Rodica . Aujourd'hui, le château de Groblje (Ebensfeld) abrite la faculté de biotechnologie, le département de zootechnie et plusieurs instituts (Institut des produits laitiers, de l'alimentation et de l'élevage).
La localisation précise de la Mutatio Ad Quartodecimo citée par l’Anonyme de Bordeaux en 333 demeure incertaine. Ce relais du cursus publicus était situé sur la voie romaine Emona-Celeia. Cependant, tous les archéologues s’accordent pour dire qu’elle se situe dans un rayon proche de Groblje,,. La zone est l’objet d’une attention particulière pour lancer des opérations archéologiques préventives en tant que de besoin.

## Sites notables

### Église Saint-Mohor et Fortunat

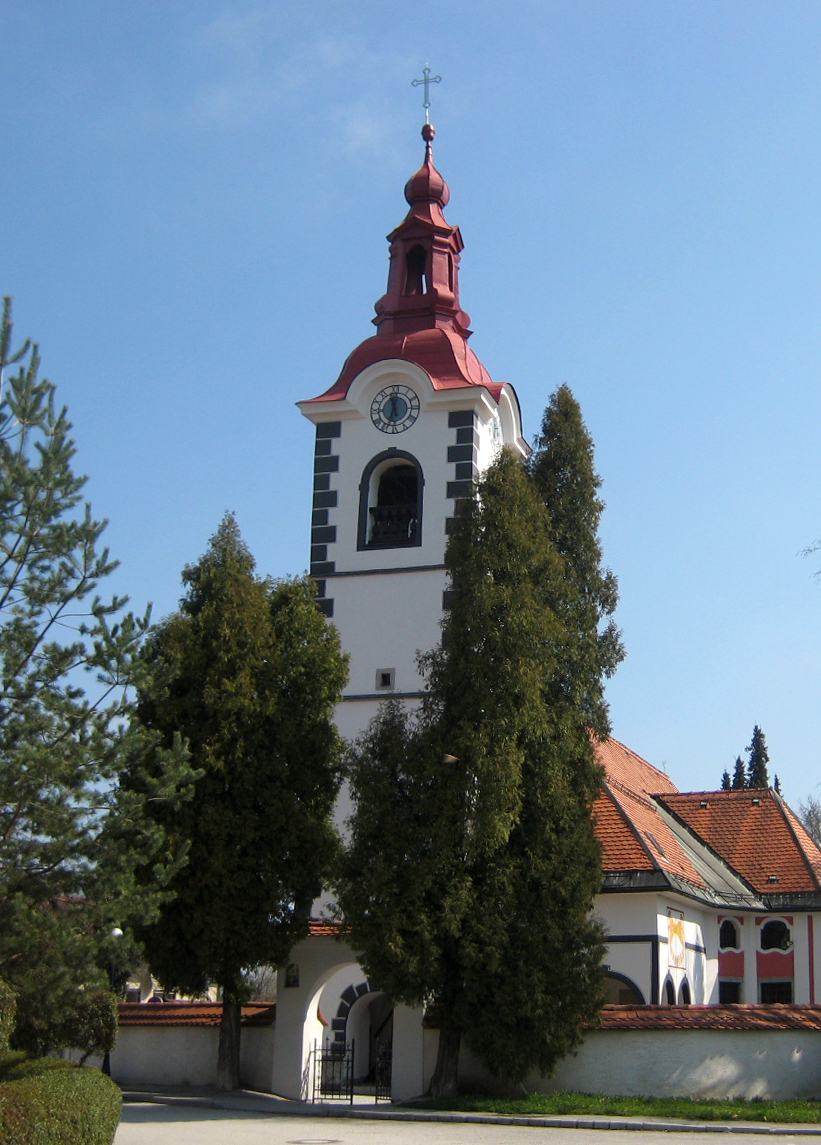
Église de Saint. Mohor et Fortunat

Le hameau Groblje, proche de Rodica, a été mentionné pour la première fois dans des documents anciens en 1428, et l'église gothique tardive de Saint-Mohor et Fortunat en 1526. Au XVIIe siècle, un clocher et un porche devant l'entrée ont été ajoutés. Vers 1741, le bâtiment devient baroque. Le clocher est conservé mais une nef voûtée avec des coupoles peu profondes est ajoutée ainsi qu’un presbytère et deux chapelles. Cette architecture était une spécialité de la Carniole. Après 1735, l'église était le centre de culte le plus important pour le saint patron paysan de Saint Notburga en Carniole. Dans les années 1759 à 1761, la nouvelle église a été entièrement peinte avec des fresques par Franc Jelovšek.
Les fresques du presbytère montrent des scènes de la vie des saints Mohor et Fortunat, et dans la nef des Saints André, Jean et Paul. L’autoportrait du peintre est inclus dans la scène où Jean et Paul partagent l’aumône. Groblje était le lieu d’un pèlerinage célèbre.
La peinture du maître-autel est l'œuvre de Janez Potočnik (1823). Les deux autels latéraux sont panachés de Rococo.

### Château
Sur les ruines du prétendu château romain le long de la route Emona - Celeia , le pavillon de chasse Groblje d'Aursperg a été construit pour la première fois. Le château est mentionné dans des documents dès 1611, lorsqu'il était gouverné par Lovrenc Spitzig. Avec l'église, elle était déjà représentée par Janez Vajkard Valvasor dans la topographie du duché de Carniole en 1679. À la fin du XVIIe siècle, il était déjà en très mauvais état, c'est pourquoi en 1689 un bâtiment de deux étages avec une façade symétrique comportant un portail et un balcon peu profond a été érigé. Le château a changé plusieurs fois de propriétaire. 
En 1943, le château a été incendié, causant la perte des fresques de Jelovšek. 